# 阿部勘一
阿部 勘一（あべ かんいち、1971年 - ）は、日本の社会経済学者。成城大学経済学部教授。専門は、社会経済学、現代社会論（特に情報社会論・消費社会論・メディア文化論など）であるが、日本吹奏楽指導者協会会員・認定指導員で、同協会の理事を務めたこともあり、ブラスバンドの歴史に関する研究もおこなっている。

## 略歴
1971年、秋田県生まれ。1994年、名古屋大学経済学部経済学科卒業。2001年、東京大学大学院総合文化研究科国際社会科学専攻博士課程単位取得退学。淑徳大学国際コミュニケーション学部専任講師、成城大学経済学部准教授を経て現職。
松原隆一郎の門下生。

## 著書

### 共著
- 『ブラスバンドの社会史』（青弓社、2001年）
- 『ポピュラー音楽へのまなざし：売る・読む・楽しむ』（勁草書房、2003年）
- 『拡散する音楽文化をどう捉えるか』（勁草書房、2008年）
- 『フラットカルチャー：現代日本の社会学』（せりか書房、2010年）
- 『メディア・コンテンツ産業のコミュニケーション研究』（ミネルヴァ書房、2015年）